# Reggie Lucas
Reggie Lucas, rodným jménem Reginald Grant Lucas (25. února 1953 – 19. května 2018) byl americký kytarista a hudební producent. Svou kariéru zahájil počátkem sedmdesátých let, kdy například vystupoval se zpěvákem Billym Paulem. V letech 1972 až 1976 vystupoval s trumpetistou Milesem Davisem. Zde hrál také perkusionista James Mtume, se kterým Lucas později působil v kapele Mtume. V roce 1983 byl jedním z producentů debutového alba zpěvačky Madonny nazvaného Madonna. Během své kariéry spolupracoval s mnoha dalšími hudebníky, mezi které patří například Stephanie Mills, Lou Rawls, Randy Crawford, Roberta Flack a Lonnie Liston Smith.